# Хованщинське сільське поселення
Хова́нщинське сільське поселення (рос. Хованщинское сельское поселение) — муніципальне утворення у складі Рузаєвського району Мордовії, Росія. Адміністративний центр — село Хованщина.

## Населення
Населення — 538 осіб (2019, 620 у 2010, 637 у 2002).

## Склад
До складу поселення входять такі населені пункти:
| Населений пункт  | Населення, осіб (2002) | Населення, осіб (2010) |
| ---------------- | ---------------------- | ---------------------- |
| Дівеєвка, селище | 24                     | 12                     |
| Куликовка, село  | 23                     | 15                     |
| Хованщина, село  | 590                    | 593                    |